# Vicenzo Sigonio
Vicenzo Sigonio, talvolta anche Vincenzo (Ferrara, XVI secolo – Ferrara, XVI secolo), è stato uno scrittore erudito italiano.

## Biografia
Attivo nella Ferrara del Cinquecento, Sigonio è noto soprattutto per il trattato Per la difesa delle donne nel quale elenca e confuta una lunga serie di luoghi comuni sulle donne presenti in svariate opere letterarie dall’antichità ai tempi suoi.